# Breckenridge (Texas)
Breckenridge ist die Bezirkshauptstadt (County Seat) des Stephens County im Bundesstaat Texas in den Vereinigten Staaten. Das U.S. Census Bureau ermittelte bei der Volkszählung 2020 eine Einwohnerzahl von 5.187.

## Geographie
Die Stadt liegt etwa 100 Kilometer nördlich des geographischen Zentrums von Texas an der Kreuzung der U.S. Highways 180 und 183, etwa sieben Kilometer östlich des Hubbard Creek Reservoirs. Sie hat eine Gesamtfläche von 10,8 km², davon 0,1 km² Wasserfläche. Die Entfernung zu Abilene im Südwesten beträgt etwa 100 Kilometer, zu Dallas im Osten etwa 230 Kilometer.

## Geschichte
Die Stadt wurde 1854 als Picketville, benannt nach  Bill Pickett, einem der ersten Rancher in dieser Gegend, gegründet. Nach der Bildung des County im Jahr 1876 wurde sie Sitz der County-Verwaltung (County Seat) und umbenannt in Breckenridge, nach John Cabell Breckinridge, einem US-Senator von Kentucky, Vizepräsidenten, US-General und General der Konföderierten im Sezessionskrieg. 1877 erschien die erste Zeitung, der Northwest Texian und 1880 wurde die erste Schule errichtet, ein zweigeschossiges Gebäude, dessen oberes Stockwerk auch als Opernhaus und Kirchenraum diente.

## Demographie
Nach der Volkszählung im Jahr 2000 lebten hier 5.868 Menschen in 2.274 Haushalten und 1.546 Familien. Die Bevölkerungsdichte betrug 545,9 Einwohner pro km². Ethnisch betrachtet setzte sich die Bevölkerung zusammen aus 83,88 % weißer Bevölkerung, 2,25 % Afroamerikanern, 0,34 % amerikanischen Ureinwohnern, 0,46 % Asiaten, 0,03 % Bewohnern aus dem pazifischen Inselraum und 11,28 % aus anderen ethnischen Gruppen. Etwa 1,76 % waren gemischter Abstammung und 20,64 % der Bevölkerung waren spanischer oder lateinamerikanischer Abstammung.
Von den 2.274 Haushalten hatten 36,5 % Kinder unter 18 Jahren, die im Haushalt lebten. 51,1 % davon waren verheiratete, zusammenlebende Paare. 12,6 % waren allein erziehende Mütter und 32,0 % waren keine Familien. 29,2 % aller Haushalte waren Singlehaushalte und in 14,8 % lebten Menschen, die 65 Jahre alt oder älter waren. Die Durchschnittshaushaltsgröße betrug 2,55 und die durchschnittliche Größe einer Familie belief sich auf 3,16 Personen.
30,2 % der Bevölkerung waren unter 18 Jahre alt, 8,5 % von 18 bis 24, 26,0 % von 25 bis 44, 20,0 % von 45 bis 64, und 15,3 %, die 65 Jahre alt oder älter waren. Das Durchschnittsalter war 34 Jahre. Auf 100 weibliche Personen aller Altersgruppen kamen 89,7 männliche Personen. Auf 100 Frauen im Alter von 18 Jahren und darüber kamen 84,3 Männer.
Das jährliche Durchschnittseinkommen eines Haushalts betrug 28.697 USD, das Durchschnittseinkommen einer Familie 35.164 USD. Männer hatten ein Durchschnittseinkommen von 25.923 USD gegenüber den Frauen mit 20.467 USD. Das Prokopfeinkommen betrug 14.014 USD. 19,3 % der Bevölkerung und 16,9 % der Familien lebten unterhalb der Armutsgrenze. Davon waren 26,9 % Kinder und Jugendliche unter 18 Jahren und 14,4 % waren 65 oder älter.

## Söhne und Töchter der Stadt
- Byron Katie (* 1942), Autorin und Lebenslehrerin
- Dean Smith (1932–2023), Leichtathlet und Olympiasieger